# 花輪スキー場
花輪スキー場（はなわスキーじょう）は、秋田県鹿角市花輪で1954年（昭和29年）に開業したスキー場である。

## 概要
花輪スキー場は、アルペン・ジャンプ・クロスカントリーの本格的なスキー競技を一度に開催可能な全国でも数少ないスキー場であり、数多くの大会が開催されている。
1997年（平成9年）2月開催の第52回国民体育大会冬季大会スキー競技会（あきた鹿角国体）の会場として総合的な施設整備を行なうことになり、1995年（平成7年）にスキー場の拠点となる鹿角トレーニングセンターが完成し、トレーニング施設・宿泊施設・レストラン等の機能が充実した。
1998年（平成10年）には、陸上競技場やテニスコートを備えた鹿角市総合運動公園が完成し、鹿角市のスポーツエリアの中核となっている。なお、このスポーツエリアは alpas（Alpine Skiing-Park-Sports、アルパス）という愛称で市民に親しまれている。
2005年（平成17年）4月より指定管理者として、東京美装興業株式会社が運営を行なっている。
東京2020オリンピックの聖火リレーで、総合運動施設アルパスがセレブレーション会場となり、聖火ランナーは公募により1万人程度が選ばれた。聖火リレーについて、組織委員会はスポンサー企業4社と各都道府県実行委員会が行なったランナー公募に延べ53万5717件の応募があったと発表している。

## コース
- ゲレンデは、初心者から上級者まで3コースが設置されている。また、スノーボード滑走も可能である。
  - ジャイアントコース（上級）
  - パノラマパラダイスコース（上級中級）
  - ファミリーコース（初級）
- クロスカントリーは、森林地帯に囲まれ起伏に富んだ特徴のある総延長10kmのSAJ公認コース。スタート地点から2kmの区間は夜間照明付きでナイター練習も可能。

## シャンツェ（ジャンプ台）
ジャンプ台は、ナイター設備管理完備のノーマルヒル（HS=86：以前はHS=84でミディアムヒルに格下げされたが2012年の改修でノーマルヒルに復帰した）、ミディアムヒル（HS=56）とスモールヒル（K=30、K=15m）の夏季間利用できるオールシーズン型である。国内では夏季から冬季へのシーズン切替作業を11月初旬に行なうが、花輪シャンツェはそれよりも遅く11月下旬に行なうため、日本ではこの時期（11月初旬から中旬）に飛べる唯一のジャンプ台となる。また、国際スキー連盟に承認された数少ない国内の台となっている。
北京オリンピックジャンプ男子ノーマルヒル金メダリストの小林陵侑選手は、小中高とこのジャンプ台で練習を行なっていた。

## 開催された大会
- 全国中学校スキー大会
- 全国高等学校スキー大会
- 全国高等学校選抜スキー大会
- 全日本学生スキー選手権
- 全日本スキー選手権大会
- 国民体育大会冬季大会スキー競技会
- JOCジュニアオリンピックカップ全国スキージュニア競技会
- 全国高等学校選抜スキー大会
- 全国ジュニアサマーノルディックスキー
- 鹿角サマージャンプ・コンバインド大会

## アクセス
- 鉄道・バス
  - JR鹿角花輪駅から路線バス「東山環状線」で約15分
- 車
  - 鹿角八幡平インターチェンジから約10分

## 事故
2014年2月28日、スキー教室に参加していた鹿角市立十和田中学校の1年生がパノラマコースの斜度約30度のカーブ外側の立木に衝突して死亡した。これまで大きな事故はなく、コース逸脱を防ぐネットや立ち木のクッションなどはなかった。